# Seismogramm

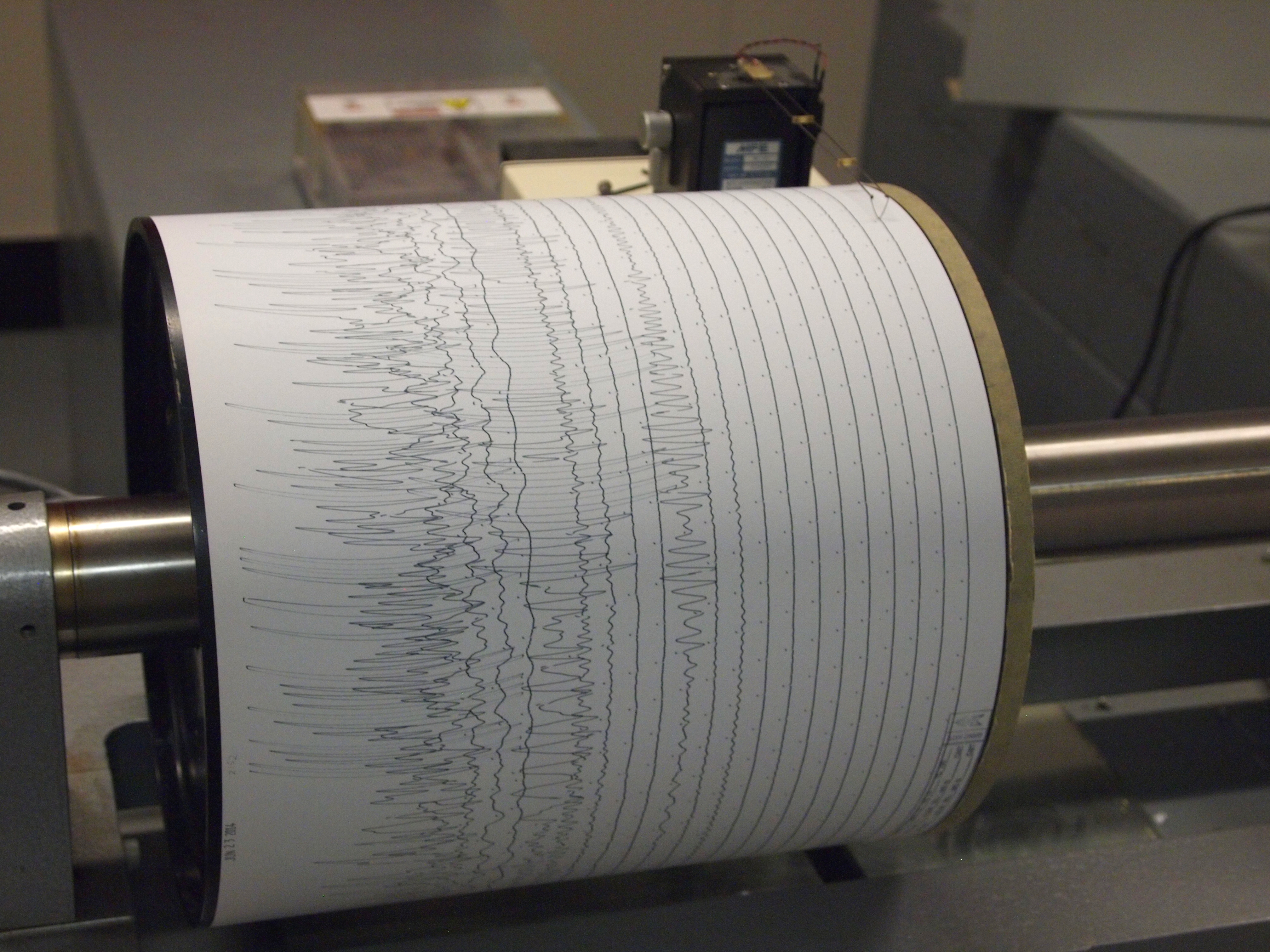
Mechanische Aufzeichnung eines Seismogramms durch einen Seismographen im Weston Observatory in Massachusetts

Als Seismogramm wird die grafische Aufzeichnung eines Seismographen, üblicherweise von Bodenbewegungen bzw. seismischen Wellen, bezeichnet. Die Aufzeichnung seismischer Signale erfolgt inzwischen fast ausschließlich über elektromagnetische Wandler und damit digital, die Daten werden jedoch trotzdem häufig im Stil eines Seismogrammes visualisiert und dann als solche bezeichnet. Formal bezeichnet ein Seismogramm nur die Aufzeichnung eines einzelnen Empfängers, ist also synonym zu dem Begriff der seismischen Spur, seltener werden Seismogramme jedoch auch mit seismischen Sektionen gleichgesetzt, die mehrere Spuren nebeneinander darstellen.
Als Seismogramme im engeren Sinne werden nur Aufzeichnungen der Beschleunigung bezeichnet. Aus diesen sogenannten Akzelerogrammen werden dann Geschwindigkeiten und Verschiebungen abgeleitet.
Aus Seismogrammen lassen sich Rückschlüsse auf die Charakteristik der Erschütterungsquelle ziehen, etwa auf die Lage, Stärke und die Bruchmechanik von Erdbeben, von Vulkanische Aktivitäten, von starken Explosionen,  aber auch von Windlasten oder verkehrsbedingten Schwingungseinträgen in Bauwerken wie Hochhäuser oder Brücken. In der Geophysik werden sogenannte Fernfeld-Seismogramme analysiert, um Rückschlüsse auf den inneren Aufbau der Erde zu ziehen, da sich die Erdbebenwellen auf verschiedenen Wegen im Erdkörper ausbreiten und z. B. an bestimmten Schichten der Erdkruste, des Erdmantels und des Erdkerns auf charakteristische Weise gebrochen, gebeugt oder reflektiert werden. Aus Seismogrammen kann auch die Eigenschwingungsfrequenz von Bauwerken ermittelt werden.
Historisch wurden Seismogramme lange Zeit mittels Linienschreibern aufgezeichnet, welche den Messwerteverlauf kontinuierlich als Funktion der Zeit auf eine sich drehenden Papierrolle niederschrieben. Manche Geräte verwendeten Federn auf herkömmlichem Papier, andere Apparaturen verwendeten hingegen Lichtstrahlen auf fotosensitivem Papier. Heute werden praktisch alle Daten noch im Messgerät digitalisiert, um eine Fernübertragung in Echtzeit und nachfolgende computergesteuerte Analysen zu vereinfachen und zu beschleunigen. Vereinzelt werden auch heute noch klassische Seismographen eingesetzt, vor allem für anschauliche Darstellungen für die Öffentlichkeit.
Ein Seismogramm besteht immer aus drei Diagrammen, für die drei Achsen (Vertikal, 2× Horizontal) der Bodenbeschleunigung oder, abgeleitet, der Geschwindigkeit oder Verschiebung. Eine bevorzugte Ausrichtung der Messgeräte erfolgt dabei nicht, da sich die Einfallsrichtung der aufzuzeichnenden Schwingungen nicht vorhersehen lässt. Entgegen der landläufigen Vorstellung fallen die sogenannten primären Erdbebenschwingungen (P-Wellen, S-Wellen) immer von unten an einem Standort ein, da sich die vom Bruch ausgehenden Erschütterungen im festen und dichten Tiefengestein der Erdkruste schneller ausbreiten als an der verwitterten und vergleichsweise lockeren Erdoberfläche.
Lediglich sogenannte Oberflächenwellen, wie Rayleighwellen oder Love-Wellen, die an Schichtgrenzen aus den Primärwellen entstehen, treffen am Messgerät aus horizontalen Richtungen ein.

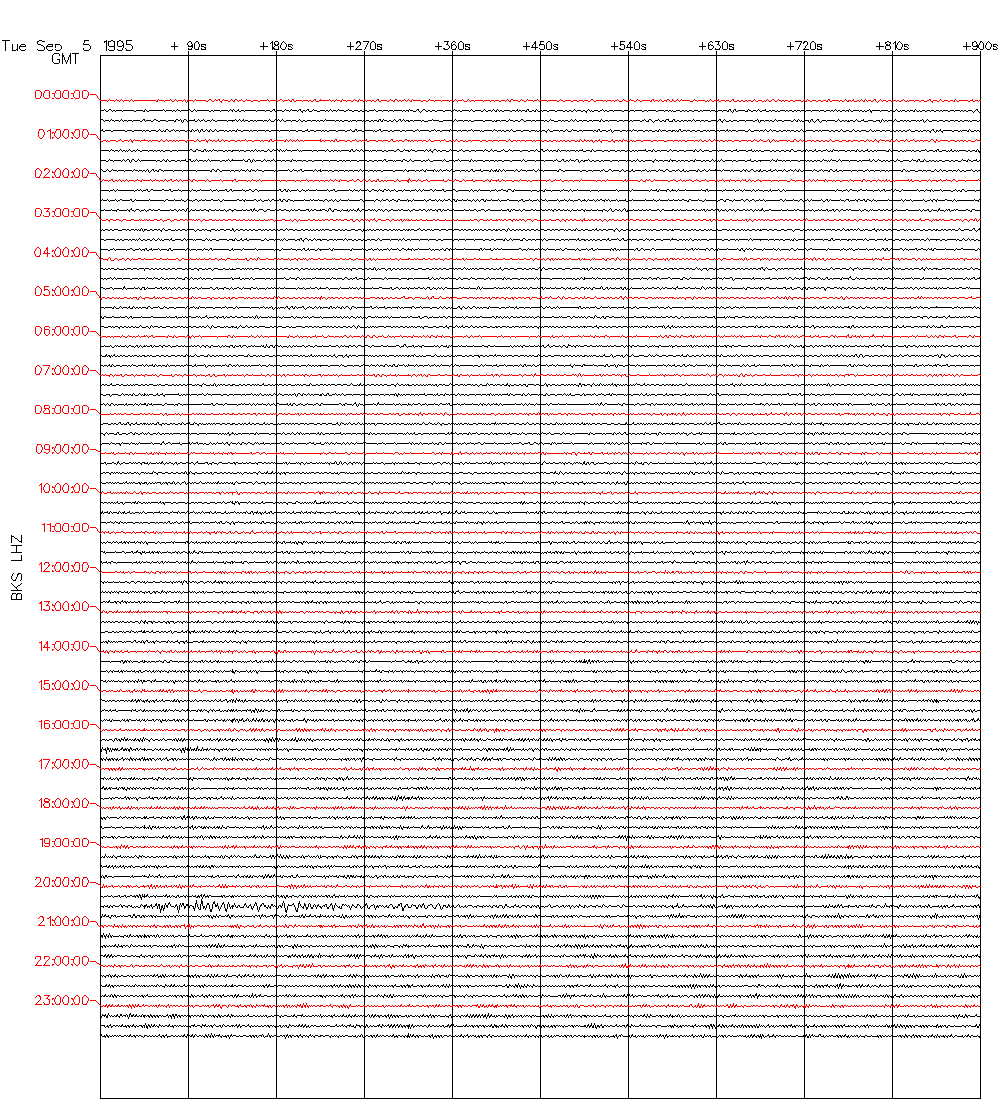
Atombombenexplosion auf Mururoa, 5. September 1995, Magnitude 4,8
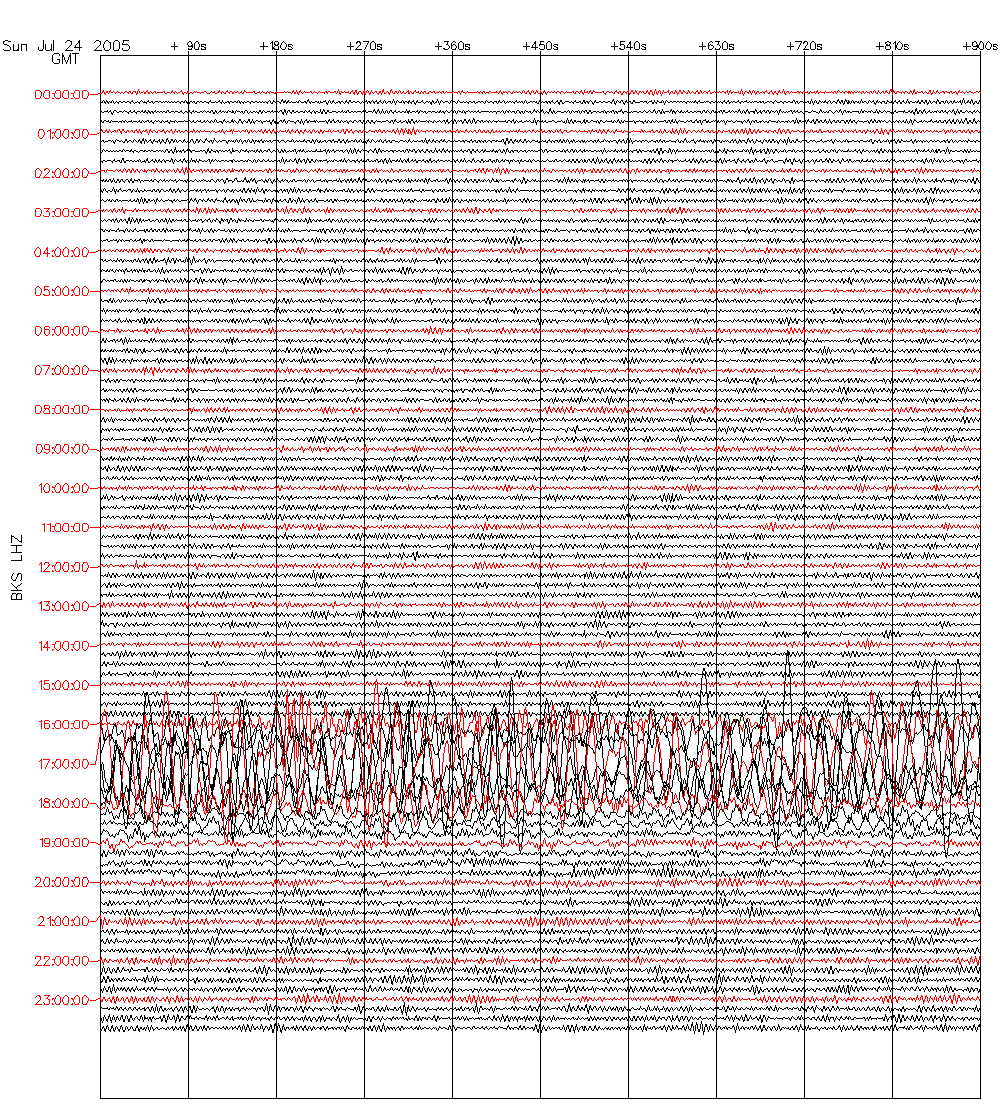
Starkes Erdbeben bei den Nikobaren, 24. Juli 2005, Magnitude 7,3
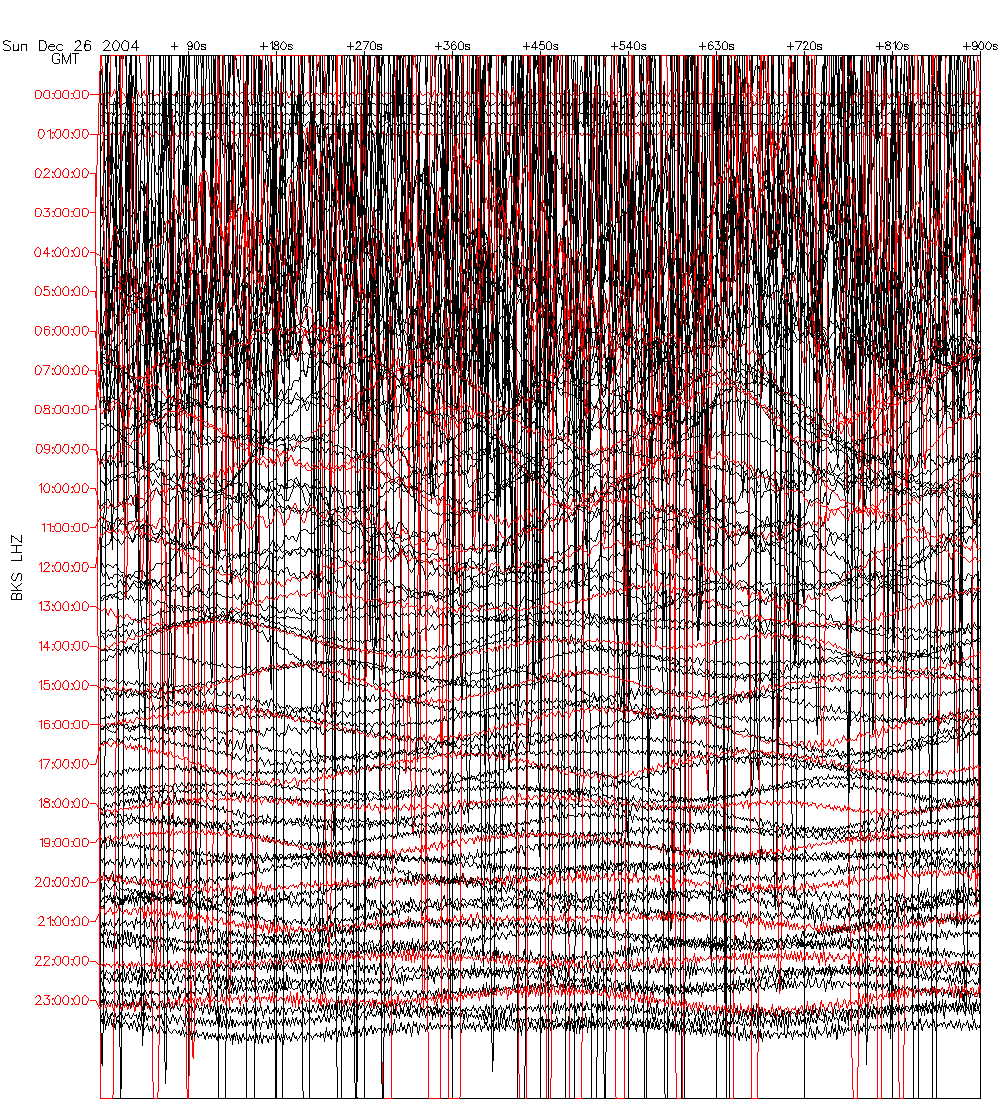
Erdbeben im Indischen Ozean 2004 („Tsunami-Beben“), 26. Dezember 2004, Magnitude 9,3
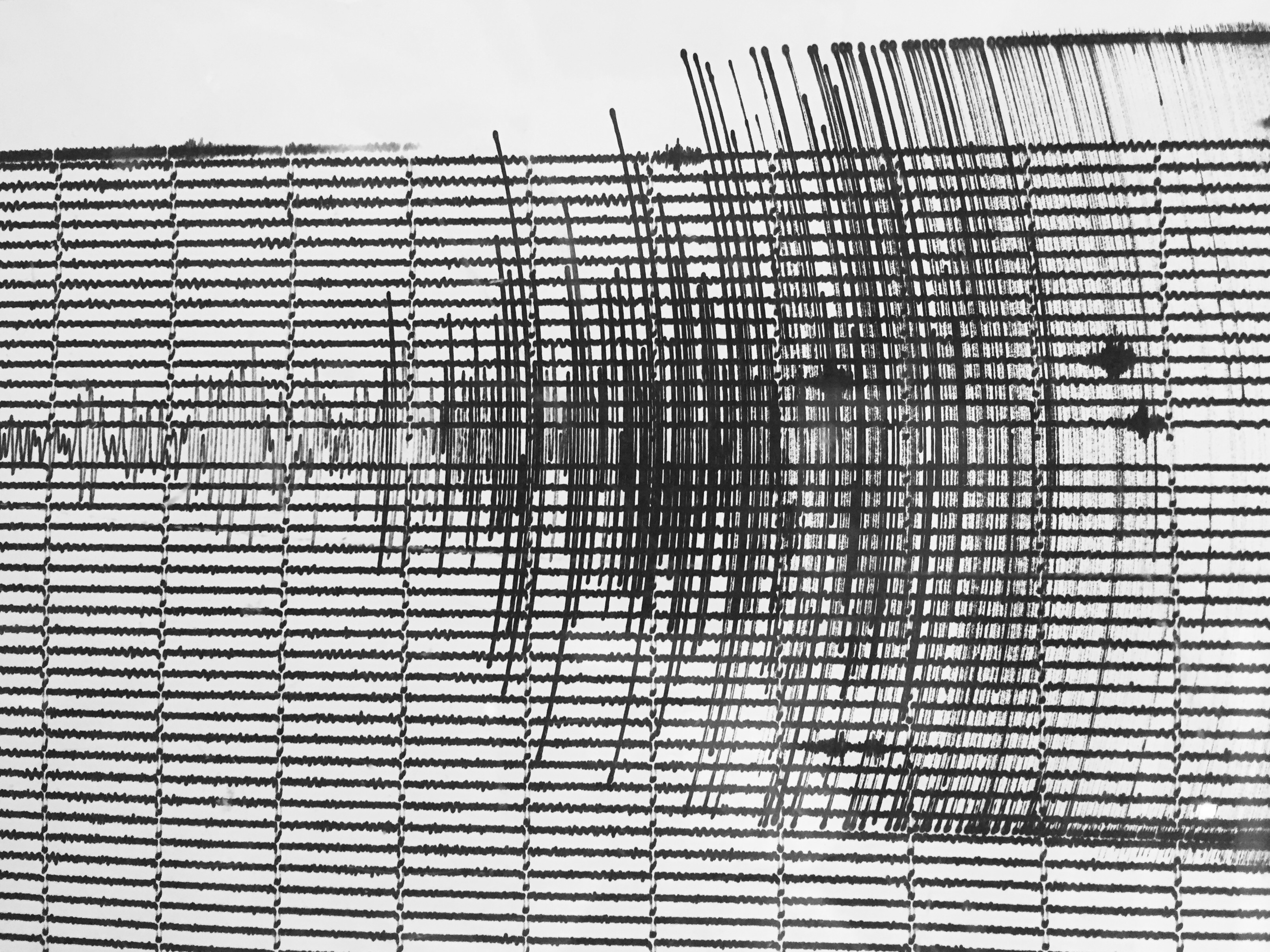
American-Canyon-Erdbeben 2014

Die oben gezeigten Seismogramme sollen einen visuellen Eindruck unterschiedlicher Magnituden vermitteln und wurden nicht nach wissenschaftlichen Aspekten ausgewählt.
Die Aufgabe ist es, aus solchen Aufnahmen auf die Ursachen zu schließen, und zwar zunächst rein quantitativ aufgrund der Messdaten der Seismometer. Dies ist eine mathematisch als „inverses Problem“ bezeichnete Aufgabenstellung. 